# San Plácido
San Plácido ist eine Ortschaft und eine Parroquia rural („ländliches Kirchspiel“) im Kanton Portoviejo der ecuadorianischen Provinz Manabí. Die Parroquia besitzt eine Fläche von 36,54 km². Die Einwohnerzahl lag im Jahr 2010 bei 3169. Am 7. Oktober 1957 wurde die Parroquia San Plácido gegründet.

## Lage
Die Parroquia San Plácido liegt in der Cordillera Costanera. Der Hauptort San Plácido befindet sich auf einer Höhe von 78 m 23 km östlich der Provinzhauptstadt Portoviejo. Die Fernstraße E30 (Portoviejo–Quevedo) führt durch das Verwaltungsgebiet und an dessen Hauptort vorbei. Das Areal wird vom Río La Tranca, linker Quellfluss des Río Chico, in westlicher Richtung durchflossen. Die Längsausdehnung des Verwaltungsgebietes beträgt etwa 27 km. Die östliche Südgrenze der Parroquia verläuft entlang dem Río Pata de Pajaro, Oberlauf des Río Portoviejo.
Die Parroquia San Plácido grenzt im Westen an die Parroquia Alhajuela, im Norden an die Parroquia Chirijos, im Nordosten an die Parroquia Calceta (Kanton Bolívar), im äußersten Osten an die Parroquia San Sebastián (Kanton Pichincha), im Süden an die Parroquia Honorato Vásquez (Kanton Santa Ana) sowie im äußersten Südwesten an die Parroquia Ayacucho (ebenfalls im Kanton Santa Ana).